# LogicalDOC
LogicalDOC是一个自由软件，专为公司管理和共享文件而设计的文档管理系统。
LogicalDOC是一个具有Lucene全文搜索索引、jBPM工作流程、以及一套自动导入程序的内容储存库，使用Java技术开发。 
LogicalDOC是一种针对Microsoft Windows和Unix-like操作系统的文档管理系统。
LogicalDOC面向那些需要高度模块化和可扩展性的用户。
LogicalDOC提供了一种WebDAV接口，它可以在Microsoft Windows和Unix-like操作系统上提供兼容性支持。

## 历史
2006年，两位J2EE商业产品的开发者决定开始逻辑客体(Logical Objects)生意，致力于坚持和开放源代码项目。一年之后，逻辑客体(Logical Objects)决定从旧项目中分支，继而一项全新产品名为LogicalDOC诞生了。
2008年中期，LogicalDOC的第一次发布被推入SourceForge。为了承接旧项目的编号，第一次发布的编号为3.6。
2010年，LogicalDOC获得了文档管理范畴的最佳开源应用大奖Bossie Awards。

## 授權方式
LogicalDOC源代码是由GNU LGPLv3许可分发。

## 主要功能
LogicalDOC是一个基于网页的文档管理应用程序，因此需要用网页浏览器使用它。当前已测试与LogicalDOC兼容的网页浏览器包括：Firefox, Internet Explorer, Safari, Google Chrome。网页界面是利用谷歌网页工具包（Google Web Toolkit）创建的。

## 架构
LogicalDOC使用基于J2SE标准的Java技术和Tomcat应用服务器而开发。因此它可以被安装和执行于各种平台（GNU/Linux操作系统，Windows视窗操作系统, Mac OS X苹果操作系统）。
LogicalDOC的架构是基于以下几种技术：
- Apache Tomcat应用服务器
- Java J2SE (Java开发工具包 1.7 或者更高)
- GWT (Google Web Toolkit - Ajax)谷歌交互式网页工具包
- Lucene全文搜索引擎
- Spring Framework软件架构

由于它的轻量级架构，LogicalDOC可以被应用于许多类型的设备，以及实现云端/软件即服务（Cloud/SaaS）的文档管理。
数据可以储存在一个关系型数据库管理系统中（MySQL, Oracle, Microsoft SQL Server, PostgreSQL, etc.）

## 基本功能
该文档管理系统可以管理个人或者公司的文档，便于寻找以前的文档版本。它能够按内容，利用文档内容的索引来进行搜索。LogicalDOC现已进行了超过15种语言的本地化。LogicalDOC可以建立支持对应于每一种支持语言的全文索引和标签，为应用特定的适合于某一种语言或其变种的索引算法。
- 文档管理
- 文档修订（轻微和重大修订）
- 图像管理
- 通过WebDAV和WebService访问
- jBPM工作流引擎
- Lucene全文搜索引擎
- 多语言支持
- 多平台支持（Windows视窗操作系统，GNU/LINUX操作系统，Mac OS X苹果操作系统
- 基于浏览器的图形用户界面（Internet Explorer, Firefox, Google Chrome, Safari）
- 微软办公软件Microsoft Office和微软电子邮件Microsoft Outlook的桌面整合
- 可插入认证：LDAP或活动目录
- 多个数据库支持：MySQL, Oracle, Microsoft SQL Server, PostgreSQL
- 文件全视窗预览
- 集成OCR和条形码识别
- 集成TWAIN扫描仪支持

## 高级功能
除了社区开源版本以外，LogicalDOC还提供具有企业高级定制功能的付费版。
- 拖放（Drag&Drop）
- 多工作空间(6.4）
- 数据保持政策（6.4）（企业版）
- PDF生成
- 全预览
- OCR
- 数字签名（企业版）
- 文档交付（企业版）
- 条形码识别（企业版）
- 从目录导入、动态目录导入、邮箱导入、扫描导入
- 事件订阅（企业版）、事件日志、冗余检测
- 工作流审批、工作流设计器（企业版）
- 资源配额（企业版）
- 企业定制文档标志方法（企业版）
- 动态实时增加磁盘卷、卷加密（企业版）

## 参阅
- 文件管理
- 内容管理系统列表
- 协作软件列表